# Monts Albains
Les monts Albains (en latin Albanus Mons) sont un ensemble de collines du Latium au pied desquelles s’étendait Albe la Longue. Situés à une vingtaine de kilomètres au sud-est de Rome et une trentaine au nord d'Anzio, ils culminent à 956 m d'altitude.

## Géologie
Ces collines, d’origine volcanique, constituent les restes d’un stratovolcan. Une série d’explosions a créé différents caldeiras et maars, comme le lac Albano dans la caldeira du volcan Albain.

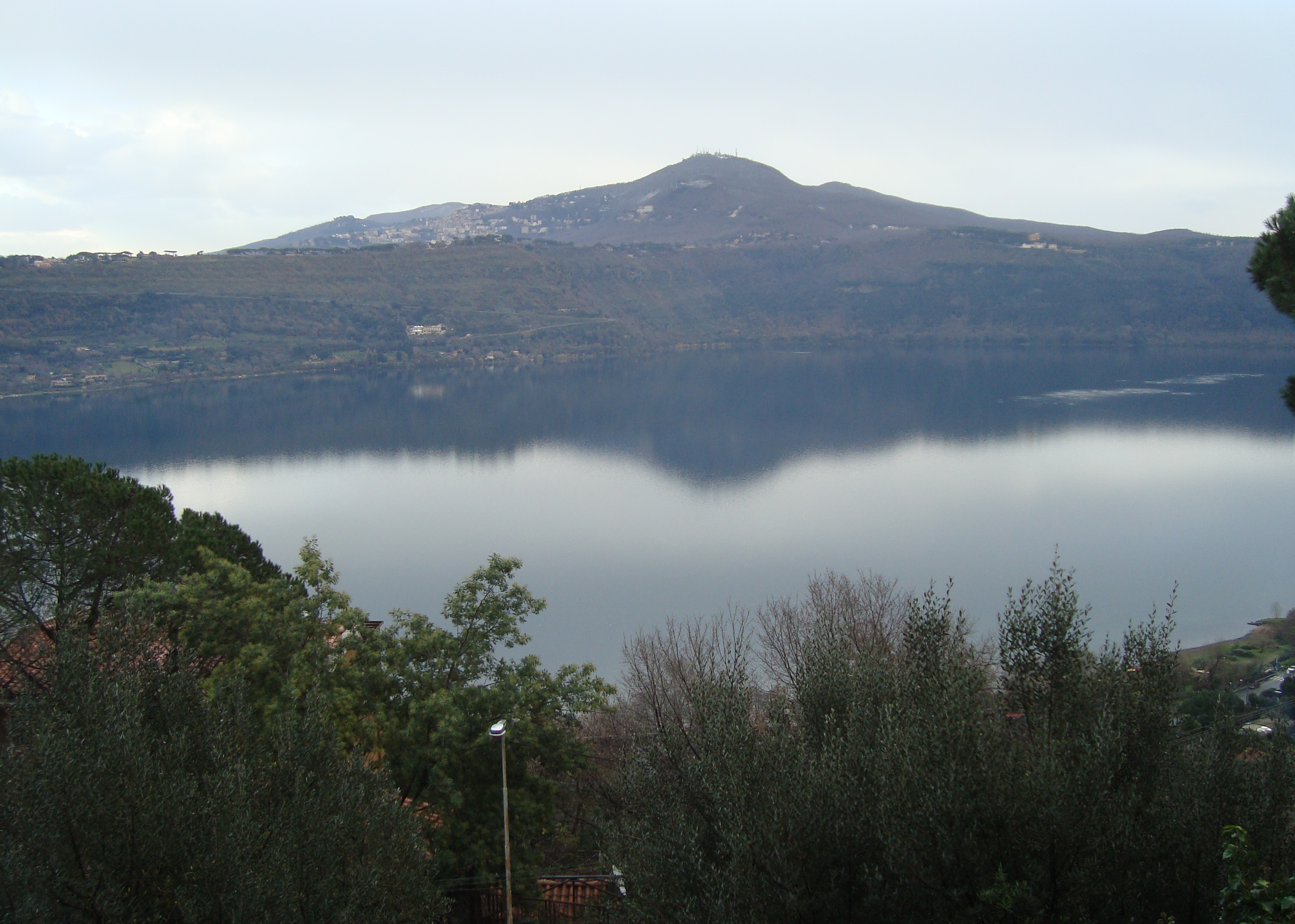
Vue du mont Cavo et du lac Albano depuis Castel Gandolfo.
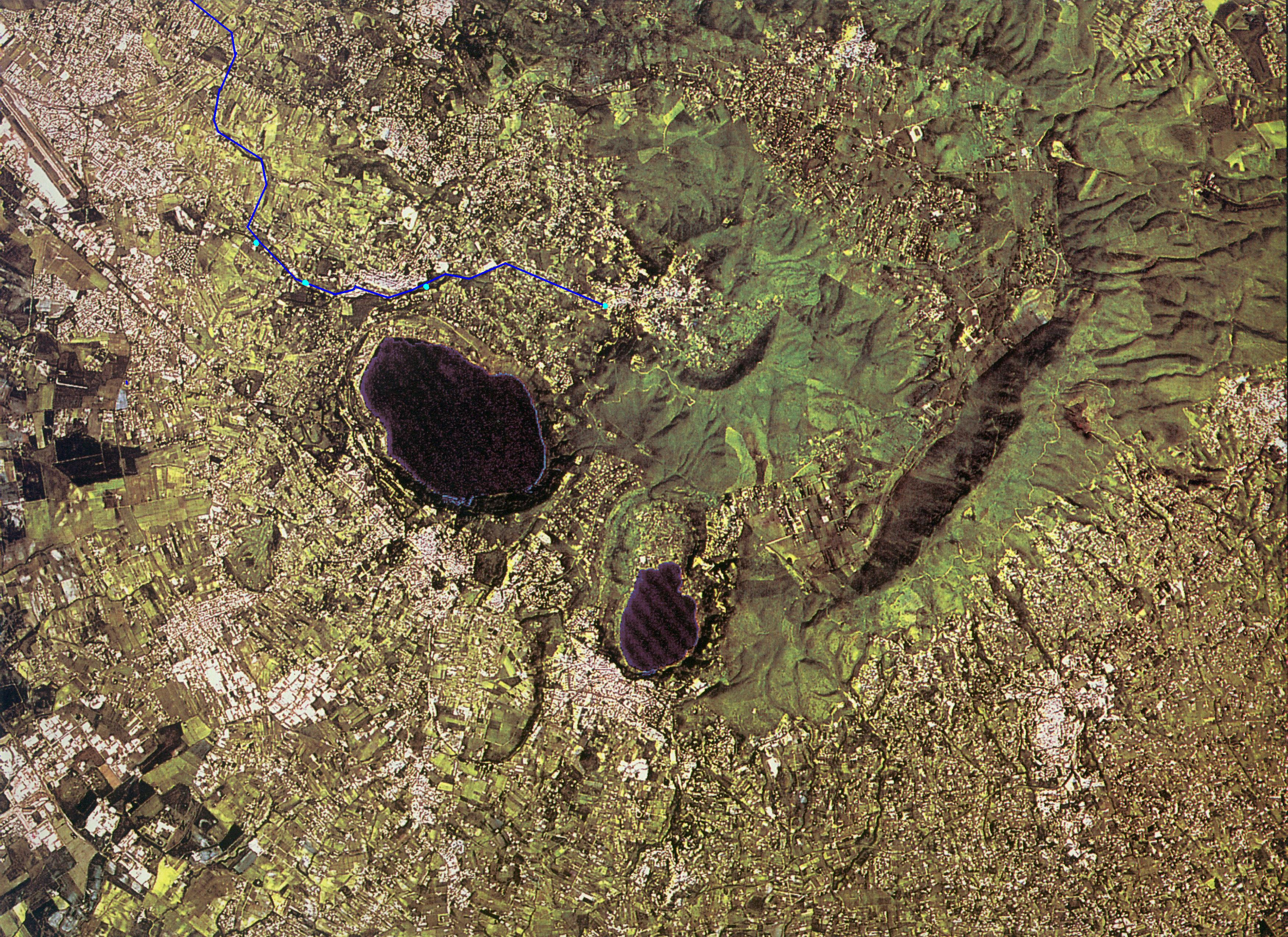
Vue aérienne des monts Albains.
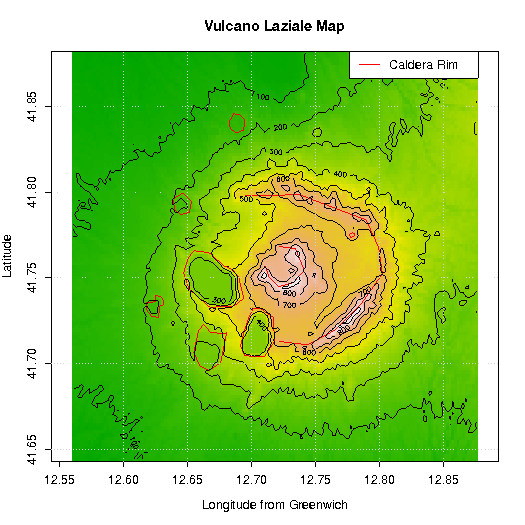
Carte topographique des monts Albains.

## Histoire

### Histoire humaine
Située sur le versant nord des monts Albains, la cité de Cabum (aujourd'hui la ville moderne de Rocca di Papa) hébergeait les prêtres responsables de la célébration des féries latines.
Les consuls de Rome allaient chaque année y offrir un sacrifice à Jupiter Latiaris au nom des trente villes de la confédération latine,. Les consuls qui n’avaient pu obtenir le triomphe à Rome venaient quelquefois le célébrer sur les monts Albains.

### Histoire éruptive
En 2016, une étude scientifique italo-américaine, a démontré que le massif volcanique des monts Albains est en phase de réveil. Dans sa dernière phase éruptive actuelle, débutée il y a environ 600 000 ans, il a connu des éruptions tous les 31 000 ans en moyenne. Or, le volcan n'en a plus connu depuis 36 000 ans, laissant penser qu'il est en retard, et qu'il est donc sur la fin de son cycle de sommeil. Cependant, l'étude tempère en expliquant qu'il ne se réveillera pas avant au moins 1 000 à 2 000 ans. 

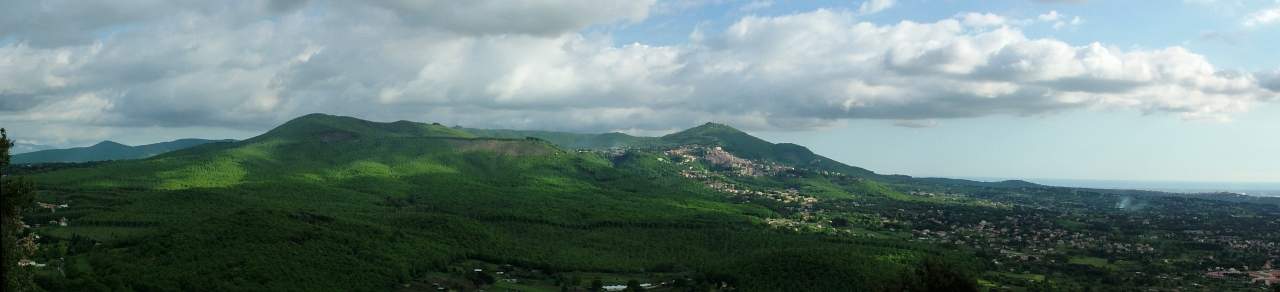
Vue panoramique des monts Albains.